# ناتالین چیلینگیریان
ناتالین چیلینگیریان (عربی: ناتالين كركور جلنكريان؛ زادهٔ ۱۲ آوریل ۱۹۸۶) بازیکن فوتبال ارمنی‎‌تبار اهل لبنان است.

## تیم ملی
وی همچنین در تیم‌های ملی فوتبال Lebanon women's national futsal team و زنان لبنان بازی کرده‌است.